# مونا ویل، نیو ساوت ولز
مونا ویل (به انگلیسی: Mona Vale) یک حومه شهر در استرالیا است که در نیو ساوت ولز واقع شده‌است.